# アグネス・ベーデン＝パウエル

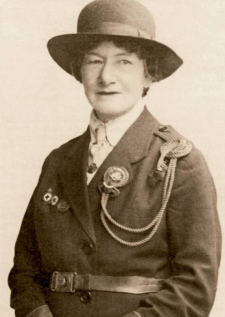
アグネス・ベーデン＝パウエル

アグネス・ベーデン＝パウエル（Agnes Baden-Powell, 1858年 - 1945年6月2日）は、ガールガイド（ガールスカウト）運動の創始者。ボーイスカウト運動の創始者、ロバート・ベーデン＝パウエル卿（B-P）の実妹。
1910年にガールガイドを創始し、最初のチーフガイドとなる。ただし、彼女自身は「女は女らしく」というビクトリア朝的な価値観の持ち主であったため、ガールガイドの組織はなかなか伸張せず、B-Pは妻のオレブにその実権を移す。アグネスとオレブの確執は、ビクトリア時代の女性観と20世紀の新しい女性像の対立であった。またアメリカではB-Pの元婚約者ジュリエット・ローが独自の組織ガールスカウトを立ち上げ、大きく伸張していた。
1917年にチーフを辞任し、その地位をメアリー王女に譲った。1945年に86歳で死去するまでガールスカウト副議長を務めた。

## 著書
- "Handbook for Girl Guides"（兄ロバート・ベーデン＝パウエルと共著）

## 関連事項
- 世界スカウト機構